# ميديكال ليك
ميديكال ليك (واشنطن) (بالإنجليزية: Medical Lake, Washington)‏ هي مدينة تقع في الولايات المتحدة في مقاطعة سبوكان، واشنطن. يقدر عدد سكانها بـ 5,060 نسمة ومساحتها 9.43 كم2 وترتفع عن سطح البحر 739 متر.

## التركيبة السكانية
قام مكتب تعداد الولايات المتحدة بتحديد بيانات التركيبة السكانية لميديكال ليكفي تعداد الولايات المتحدة. في ما يلي، التركيبة السكانية حسب تعدادي 2000 و2010.

### تعداد عام 2000
بلغ عدد سكان ميديكال ليك 3,758 نسمة بحسب تعداد عام 2000، وبلغ عدد الأسر 1,090 أسرة وعدد العائلات 767 عائلة مقيمة في المدينة. في حين سجلت الكثافة السكانية 1,090.8 نسمة لكل ميل مربع (421.2/كم2). وبلغ عدد الوحدات السكنية 1,197 وحدة بمتوسط كثافة قدره 347.4 نسمة لكل ميل مربع (134.1/كم2).
وتوزع التركيب العرقي للمدينة بنسبة 88.88% من البيض و 1.41% من الأمريكيين الأصليين و 1.57% من الأمريكيين ذوي الأصول الآسيوية و 0.21% من سكان جزر المحيط الهادئ و 4.60% من الأمريكيين الأفارقة و 2.32% من عرقين مختلطين أو أكثر.
بلغ عدد الأسر 1,090 أسرة كانت نسبة 40.8% منها لديها أطفال تحت سن الثامنة عشر تعيش معهم، وبلغت نسبة الأزواج القاطنين مع بعضهم البعض 50.4% من أصل المجموع الكلي للأسر، ونسبة 15.1% من الأسر كان لديها معيلات من الإناث دون وجود شريك، وكانت نسبة 29.6% من غير العائلات. تألفت نسبة 25.1% من أصل جميع الأسر من أفراد ونسبة 7.2% كانوا يعيش معهم شخص وحيد يبلغ من العمر 65 عاماً فما فوق. وبلغ متوسط حجم الأسرة المعيشية 3.07، أما متوسط حجم العائلات فبلغ 2.58.
بلغ العمر الوسطي للسكان 36 عاماً. وكانت نسبة 9.1% بين الثامنة عشر والأربعة وعشرون عاماً، ونسبة 35.5% كانت واقعةً في الفئة العمرية ما بين الخامسة والعشرون حتى والأربعة وأربعون عاماً، ونسبة 22.9% كانت ما بين الخامسة والأربعون حتى الرابعة والستون، ونسبة 8.2% كانت ضمن فئة الخامسة والستون عاماً فما فوق. يوجد لكل 100 أنثى 108.2 ذكر، ويوجد لكل 100 أنثى في الثامنة عشر من عمرها فما فوق 104.2 ذكر.
بلغ متوسط دخل الأسرة في المدينة 42,159 دولار، أما متوسط دخل العائلة فبلغ 47,357 دولار. وكان متوسط دخل الذكور 35,543 دولار مقابل 23,971 دولار للإناث. وسجل دخل الفرد الخاص بالمدينة 14,874 دولار. وكان من هؤلاء نسبة 12.3% تحت سن الثامنة عشر ونسبة 13.7% في الخامسة والستين من العمر وما فوق.

### تعداد عام 2010
بلغ عدد سكان ميديكال ليك 5,060 نسمة بحسب تعداد عام 2010، وبلغ عدد الأسر 1,707 أسرة وعدد العائلات 1,169 عائلة مقيمة في المدينة. في حين سجلت الكثافة السكانية 1,488.2 نسمة لكل ميل مربع (574.6/كم2). وبلغ عدد الوحدات السكنية 1,835 وحدة بمتوسط كثافة قدره 539.7 لكل ميل مربع (208.4/كم2).
وتوزع التركيب العرقي للمدينة بنسبة 88.0% من البيض و 1.6% من الأمريكيين الأصليين و 2.0% من الأمريكيين ذوي الأصول الآسيوية و 0.3% من سكان جزر المحيط الهادئ و 2.3% من الأمريكيين الأفارقة و 4.3% من عرقين مختلطين أو أكثر.
بلغ عدد الأسر 1,707 أسرة كانت نسبة 37.7% منها لديها أطفال تحت سن الثامنة عشر تعيش معهم، وبلغت نسبة الأزواج القاطنين مع بعضهم البعض 51.0% من أصل المجموع الكلي للأسر، ونسبة 12.2% من الأسر كان لديها معيلات من الإناث دون وجود شريك، بينما كانت نسبة 5.3% من الأسر لديها معيلون من الذكور دون وجود شريكة وكانت نسبة 31.5% من غير العائلات. تألفت نسبة 25.5% من أصل جميع الأسر من أفراد ونسبة 7.1% كانوا يعيش معهم شخص وحيد يبلغ من العمر 65 عاماً فما فوق. وبلغ متوسط حجم الأسرة المعيشية 3.05، أما متوسط حجم العائلات فبلغ 2.55.
بلغ العمر الوسطي للسكان 36.8 عاماً. وكانت نسبة 23.5% من القاطنين تحت سن الثامنة عشر، وكانت نسبة 10.3% بين الثامنة عشر والأربعة وعشرون عاماً، ونسبة 28.9% كانت واقعةً في الفئة العمرية ما بين الخامسة والعشرون حتى والأربعة وأربعون عاماً، ونسبة 27.4% كانت ما بين الخامسة والأربعون حتى الرابعة والستون، ونسبة 10% كانت ضمن فئة الخامسة والستون عاماً فما فوق. وتوزع التركيب الجنسي للسكان بنسبة 50.0% ذكور و50.0% إناث.